# Félix Sabal-Lecco (homme politique)
Pour les articles homonymes, voir Félix Sabal-Lecco.
Félix Sabal-Lecco (1920-2010) est un homme politique et diplomate camerounais, ancien préfet du département du Moungo, qui fut plusieurs fois ministre et ambassadeur.